# Phytocoris husseyi
Phytocoris husseyi är en insektsart som beskrevs av Knight 1923. Phytocoris husseyi ingår i släktet Phytocoris och familjen ängsskinnbaggar. Inga underarter finns listade i Catalogue of Life.